# Etrema pyramis
Etrema pyramis é uma espécie de gastrópode do gênero Etrema, pertencente à família Clathurellidae.